# اچ‌ام‌اس فلیرت (۱۸۹۷)

{{Infobox ship characteristics
اچ‌ام‌اس فلیرت (۱۸۹۷) (به انگلیسی: HMS Flirt (1897)) یک کشتی بود که طول آن ۲۱۹ فوت ۹ اینچ (۶۶٫۹۸ متر) Length overall بود. این کشتی در سال۱۸۹۷ (میلادی)|۱۸۹۷]] ساخته شد.